# Haus Düsse

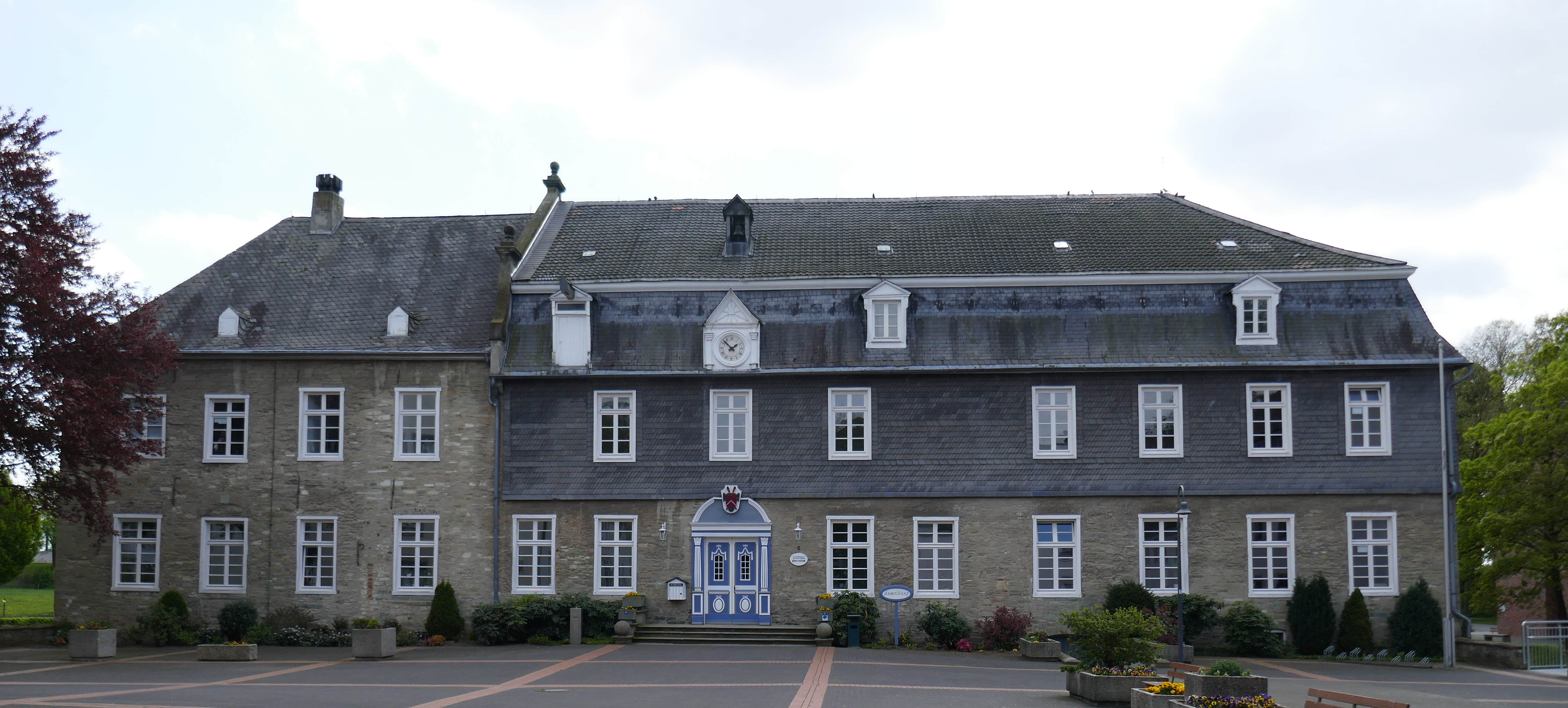
Herrenhaus

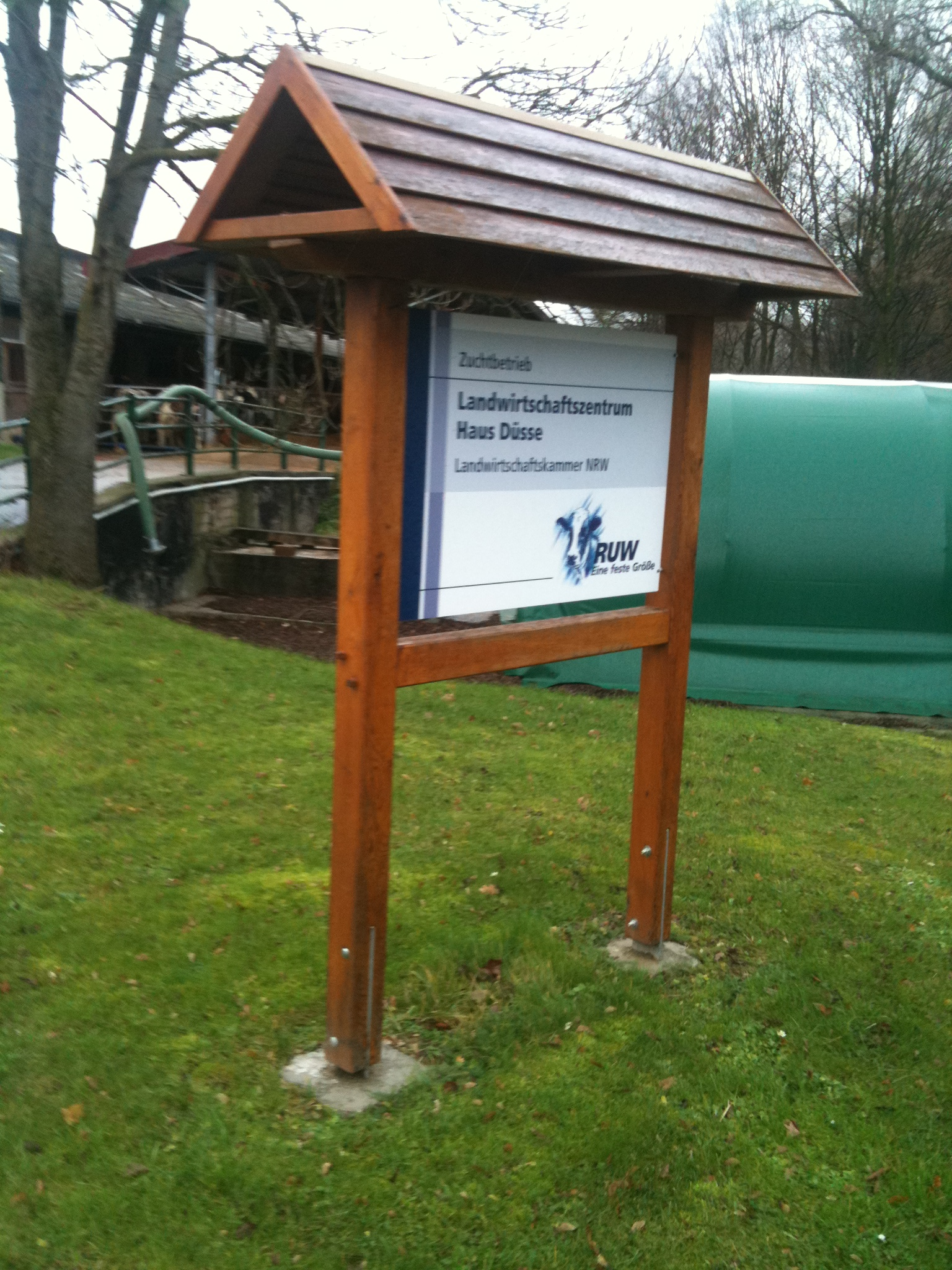
Haus Düsse ist Zuchtbetrieb der RUW

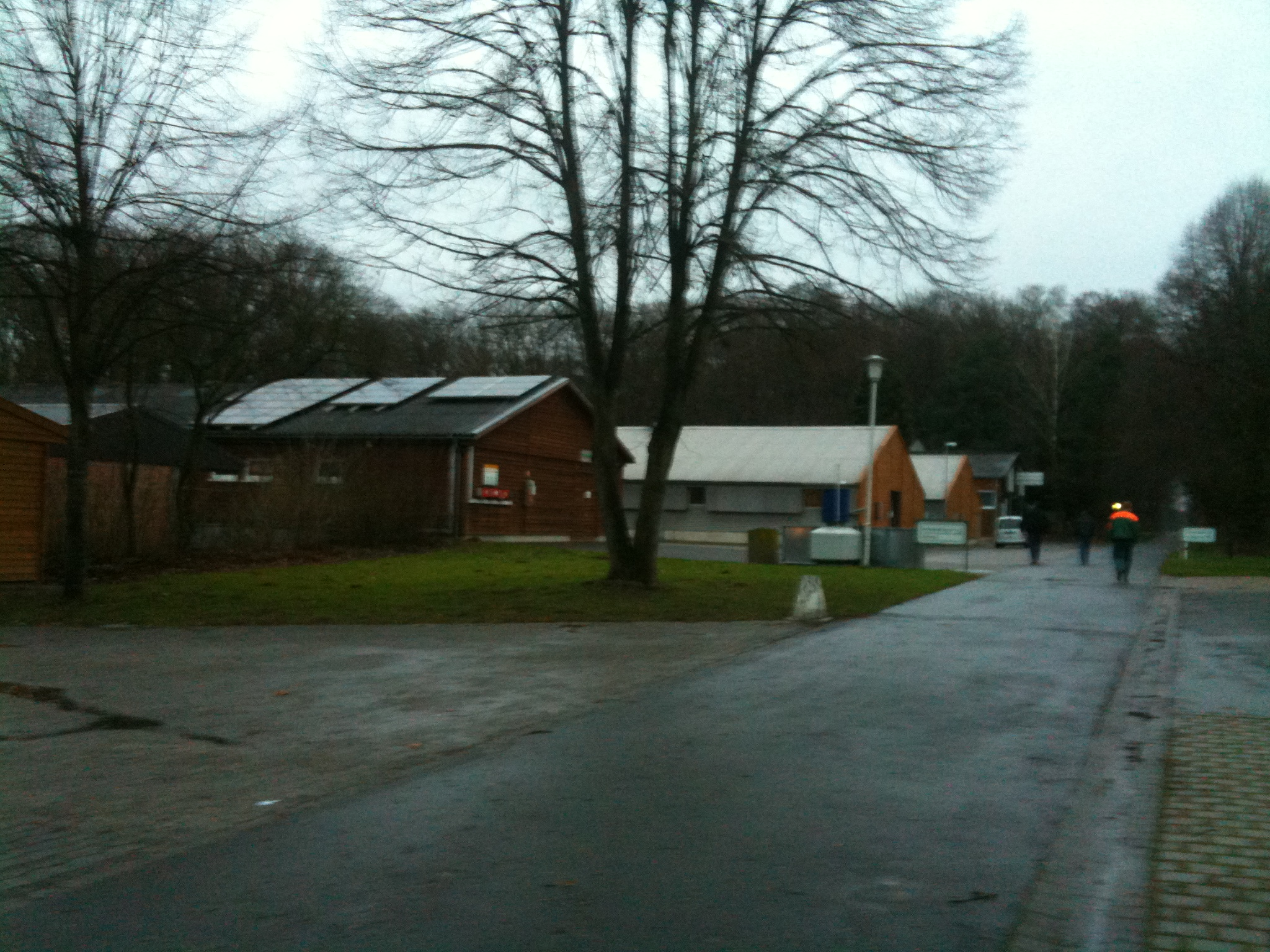
Einige Ställe auf Haus Düsse

Das Versuchs- und Bildungszentrum Landwirtschaft Haus Düsse mit Zentrum für nachwachsende Rohstoffe NRW ist eine 1641 von Adrian van der Düssen erbaute Wasserburg und dient heute der Landwirtschaftskammer Nordrhein-Westfalen als zentrale Bildungs- und Versuchseinrichtung für Tier- und Pflanzenproduktion.

## Lage
Haus Düsse liegt im Ortsteil Bad Sassendorf-Ostinghausen, 10 km nordöstlich von Soest, etwa in der Mitte zwischen Soest und Lippstadt. Ostinghausen sollte dabei nicht mit dem benachbarten Oestinghausen etwa 7 km nordöstlich von Soest verwechselt werden.
Haus Düsse befindet sich im nördlichen Randgebiet der Soester Börde. Die Höhenlage beträgt im Mittel 70 m über NN. Die Ackerzahlen wurden zwischen 58 und 78 Bodenpunkten festgelegt. Die Böden sind aus Lössablagerungen entstanden. Im Gegensatz zu den anderen bekannten, vergleichbaren deutschen Böden zeichnet sich die Soester Börde durch höhere Niederschläge aus. Die durchschnittliche Jahresniederschlagsmenge beträgt 750 mm und die durchschnittliche Jahrestemperatur 9,2 °C.
Die Bodenentwicklung auf Haus Düsse ist sehr stark von der hohen Durchfeuchtung und vom stark schwankenden Grundwasser beeinflusst worden. Vorherrschende Bodentypen des Versuchsgutes sind Gley-Parabraunerden und Parabraunerden-Gleye. In den Senken und Tallagen kommen auch Gleye, braune Aueböden und Auegleye vor. Die wasserhaltende Kraft der Böden ist gut. Die Humusgehalte liegen zwischen 2 und 4 %, die Schluffgehalte betragen ca. 80 %. Fast alle Böden auf Haus Düsse sind sehr druckempfindlich und neigen zur Verschlämmung. Die Bodenbearbeitung darf daher nicht zu fein erfolgen.
Aufgrund der natürlichen Voraussetzungen von Haus Düsse, die für ein großes Gebiet der Soester Börde zutreffen, spielt hier der Getreidebau schon immer eine überragende Rolle. Es hat eine sinnvolle Anpassung in der Auswahl der Kulturarten an die Standortverhältnisse stattgefunden.

## Geschichte

### Vor 1927

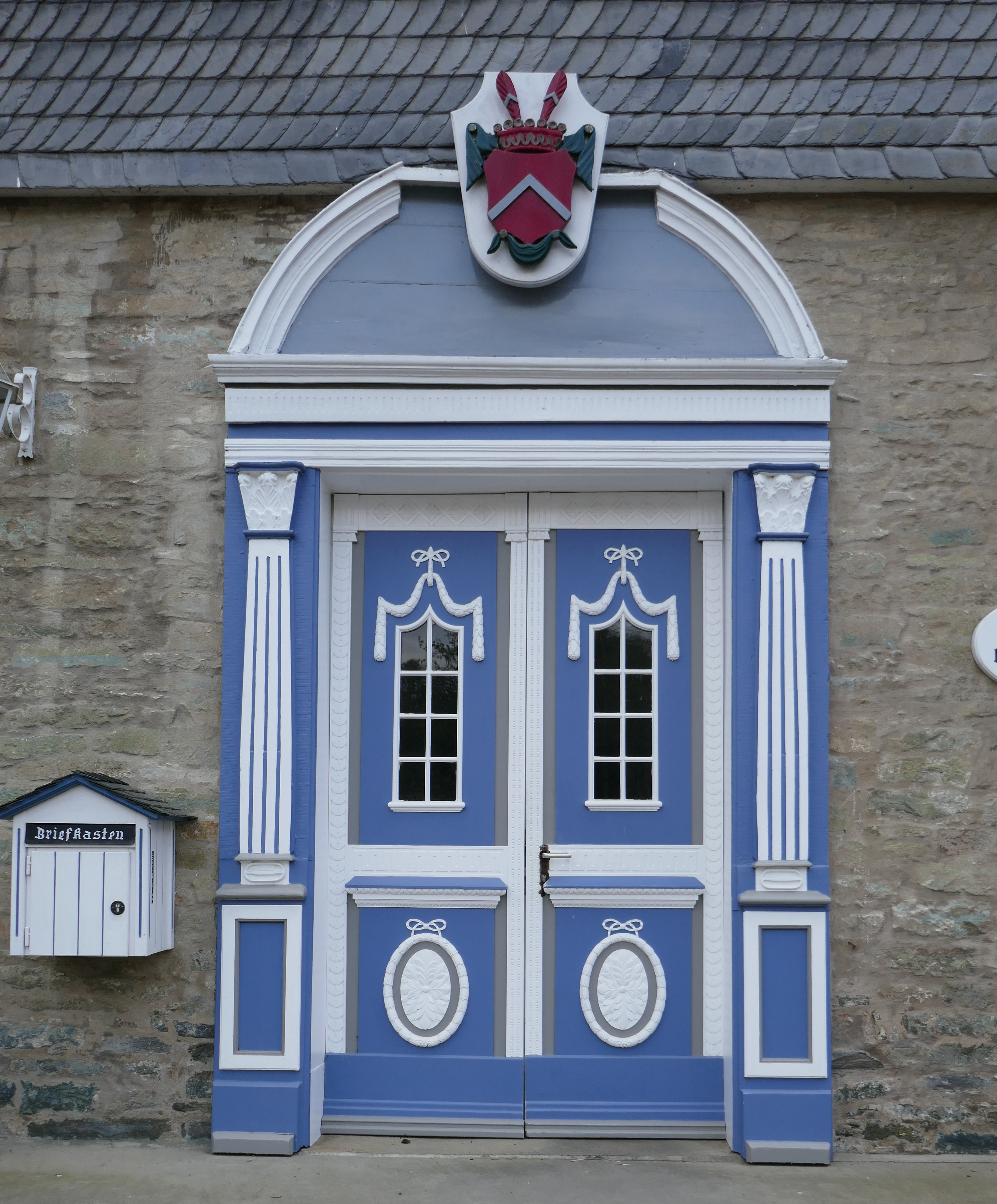
Portal mit dem Wappen der Familie Ledebur

Im Jahre 1231 wird das „Rittergut Ostinghausen“ erstmals urkundlich erwähnt. Es gehörte zu den umfangreichen Besitzungen des Grafen von Arnsberg. Bis 1641 stand das Rittersgut im Besitz verschiedener westfälischer Adelsgeschlechter. Am 5. Dezember 1641 verkaufte es Friedrich Freiherr von Fürstenberg an Adrian van der Düssen.
Van der Düssen war der Schwiegersohn des holländischen Staatsmanns Johan van Oldenbarnevelt. In dieser Rolle geriet er in die damaligen Glaubensstreitigkeiten. Aufgrund seiner Beteiligung an einem Mordkomplott gegen den Prinzen Moritz von Oranien musste er aus Holland fliehen, und zwar von Rotterdam nach Hamm in Westfalen. Während des Dreißigjährigen Krieges war er Oberst und Generalkriegskommissar im Heere Tillys. In dieser Zeit erwarb er großen Grundbesitz in Bettinghausen. Nach seiner Rückkehr aus dem Kriegsdienst errichtete er auf dem bei Bettinghausen liegenden und bis dahin verwaisten Rittergut Ostinghausen ein Wasserschloss als neues Herrenhaus. Der 1641 begonnene Bau wurde 1655 fertiggestellt und erhielt den Namen „Haus Düsse“.
Bereits 1741 wechselte Haus Düsse durch Heirat in den Besitz der Familie von Ledebur-Wicheln. Friedrich Clemens von Ledebur-Wicheln wurde 1770 auf Haus Düsse geboren. 1889 erwarb Friedrich von Landsberg-Velen und Gemen das Gut. Am 15. August 1907 wurde Haus Düsse Provinzialgut des Provinzialverbandes der Provinz Westfalen.
1927 wurde die Viehpflege- und Melkerschule gegründet. Die Bewirtschaftung des Gutes erfolgt gemeinsam mit den Provinzialgütern und Krankenanstalten Eickelborn und Benninghausen. 1937 wurde Haus Düsse dann als Versuchsgut übernommen.

### 1927: Gründung der Viehpflege und Melkerschule
Im Zuge der Neugründungen von Melkerschulen in Preußen während der 1920er Jahre beschloss die Landwirtschaftskammer für die Provinz Westfalen, eine Viehpflege- und Melkerschule einzurichten. In der landwirtschaftlichen Praxis bestand zu dieser Zeit ein spürbarer Mangel an gut ausgebildetem Melkpersonal. Daneben sollte auch der bäuerliche Nachwuchs in Milchgewinnung und -behandlung, Fütterung, Viehpflege und -haltung gründlich ausgebildet werden. Ziele waren die Verbesserung der Milchqualität und der Wirtschaftlichkeit der Milchviehhaltung.
Am 3. Oktober 1927 beschloss der Vorstand der Landwirtschaftskammer, auf dem damaligen Provinzialgut Haus Düsse in Ostinghausen eine Viehpflege- und Melkerschule einzurichten. Der erste Lehrgang mit sechs Melkern wurde vom 2. Januar bis zum 29. Februar 1928 durchgeführt.
Nach längeren Verhandlungen kaufte die Landesbauernschaft zum 1. März 1937 das Provinzialgut Haus Düsse für 385.000 Reichsmark. Der Besitz umfasste zu dieser Zeit etwa 93 ha Land nebst Schloss, Pferdestall, Schweinestall, Kuhstall, Sauenstall und zwei Scheunen.

### 1950: Übernahme durch die wieder eingerichtete Landwirtschaftskammer Westfalen-Lippe
Bedingt durch den Zweiten Weltkrieg kamen ab 1940 die Versuchs- und Lehrtätigkeiten mehr und mehr zum Erliegen. Nach Kriegsende diente Haus Düsse einige Monate als Lager für befreite Fremdarbeiter. Die Britische Rheinarmee richtete von Februar 1946 bis August 1950 auf Haus Düsse eine landwirtschaftliche Heeresfachschule ein. Nach der Übernahme am 18. August 1950 intensivierte die Landwirtschaftskammer Westfalen-Lippe dem großen landwirtschaftlichen Bedarf entsprechend das Versuchswesen und die Aus- und Fortbildungstätigkeit.

### 1951–1955: Ausbau der Schuleinrichtung und der Rindviehhaltung
Im August 1951 erfolgte die Eigentumsübertragung aller Düsser Grundstücke und Einrichtungen auf die Landwirtschaftskammer Westfalen-Lippe. Die Jahre des Wiederaufbaus brachten einen hohen Nahrungsmittelbedarf und gewandelte Produktionstechniken mit sich. Dies erforderte eine intensive Ausbildung und Beratung aller in der Landwirtschaft Tätigen. Zu diesem Zweck wurden neben den bereits wieder aufgenommenen Lehrgängen Beraterseminare, Fortbildungsseminare für Betriebsleiter und nach deren Einführung Speziallehrgänge für Melkmaschinen etabliert.
Umfangreiche Baumaßnahmen schufen die räumlichen Voraussetzungen für die neuen Aufgaben. Der Kuhstall im Innenhof wurde nördlich der Ahse durch ausbildungsgerechte Rindviehstallungen ersetzt: zwei Anbindeställe, Offenlaufstall, Kälberställe, Melkstand, Milchkammer, deckenlastige Heu-, Stroh- und Futterlagerung sowie Hoch- und Fahrsilos. Anstelle des alten Kuhstalls entstand das Seminargebäude mit mehreren Schulungs-, Tagungs- und Internatsräumen.

### 1960–1963: Ausbau des Internats und der Schweinemastprüfungsanstalt
Nach einer Konsolidierungsphase wurde Anfang der 1960er Jahre das Internat modernisiert und ausgebaut. Der 1938/39 erbaute Schweinemastprüfungsstall genügte weder in technischer Hinsicht noch von der Kapazität her den dynamischen Aktivitäten der Schweinezucht. Deshalb baute man zwischen 1960 und 1963 eine neue, vom Ausbildungsbetrieb abgesetzte, großzügige Mastprüfungsanstalt.

### 1968–1980: Haus Düsse wird überbetriebliche Ausbildungsstätte
Die Landwirtschaft wurde schließlich, ebenso wie die Industrie, von der Mechanisierungswelle erfasst. Umfangreiche Investitionen in Maschinen erforderten größere Produktionseinheiten und die Spezialisierung auf wenige Betriebszweige. Damit trotz der Beschränkungen auf effiziente Produktionseinrichtungen die Ausbildung des Nachwuchses weiterhin eine breite berufliche Dimension erhielt, wurde im Rahmen des Berufsbildungsgesetzes (BBiG) 1968 die überbetriebliche Ausbildung eingeführt. Die vorhandenen Lehrwerkstätten wurden modernisiert oder neu errichtet und durch Erweiterung der Übernachtungs- und Betreuungseinrichtungen den sprunghaft angestiegenen Teilnehmer- und Besucherzahlen angepasst. Als überbetriebliche Ausbildungsstätte in der Tierproduktion für das Kammergebiet Westfalen-Lippe erhielt Haus Düsse im Rahmen von Modellvorhaben und der Bundesförderung neue Lehrwerkstätten. Vorhandene Stallungen wurden modernisiert. 1970 entstanden je ein Schweinezucht-, Schweinemast- und Bullenmaststall. Zusätzlich folgten Lehrwerkstätten für Schweinezucht (1972), Schweinemast (1974) und Bullenmast (1980). Der Milchviehoffenstall (20 Kühe) wurde 1976 zum Liegeboxen-Laufstall (56 Kühe) umgebaut. Für den Lehrgangsbetrieb entstand 1971 als spezielles Übungs- und Demonstrationsgebäude das Schulpraktikum. Dieses wurde 1980 durch einen zweiten Abschnitt ergänzt. Die sprunghaft angestiegenen Teilnehmerzahlen überforderten die bisherigen Betreuungs- und Übernachtungseinrichtungen. Deshalb wurde 1976/77 ein Wirtschaftsgebäude mit Großküche, Speisesaal, Tages- und Freizeiträumen und ein Gästehaus errichtet. Im Rahmen des Versuchs- und Prüfungswesens wurde die Schweinemastprüfungsanstalt um je einen Trakt für die Futterwertleistungsprüfung (1968) und für spezielle Fütterungsversuche (1980) erweitert.

### 1982–1989: Weitere Ausbaustufe der Lehr- und Versuchsanstalt
Die bisher geschaffenen Versuchs- und Ausbildungsanlagen sowie die Betreuungs- und Übernachtungseinrichtungen unterstrichen die zentrale Nutzungsmöglichkeit von Haus Düsse für die Aus- und Fortbildung sowie zur anschaulichen Beratung. Um ein noch umfangreicheres Angebot bereitstellen zu können, wurde 1982 die Lehrschau für Bau und Technik erbaut. 1984 wurde sie dann durch ein Freigelände wesentlich erweitert. 1983 wurde die Lehr- und Versuchsanstalt für Kleintierzucht Unna-Königsborn (LVA) von Unna-Königsborn in das heutige „Landwirtschaftszentrum Haus Düsse“ nach Bad Sassendorf verlagert. In diesem Rahmen kamen Rinder- und Schweinehaltung, ein Legehennenstall und ein Junggeflügelmaststall hinzu. Für eine zeitgerechte überbetriebliche Ausbildung wurden zum Teil vorhandene Einrichtungen durch die Lehrwerkstätten Kälberaufzucht (1985) und Futterlagerung und -aufbereitung (1985) ersetzt. Die 1984 errichtete Mehrzweckhalle vervollständigte das Angebot an Übungs- und Demonstrationsräumen. Im Sommer 1987 begann die Errichtung der Lehrwerkstätten „Sauenhaltung“, die 1988 abgeschlossen werden konnte. Zusätzlich erhielt Haus Düsse in Zusammenarbeit mit den westfälisch-lippischen Landesverbänden der Imker und Rassegeflügelzucht einen Versuchs- und Lehrbienenstand (1983) und einen Rassegeflügelstall (1987). Die Errichtungen wurden durch einen Waldlehrpfad und einen Pflanzenlehrgarten miteinander verbunden.

### 1990–1998: Strukturelle Änderungen in Haus Düsse
Zum 1. Januar 1990 wurde die Anstalt für Leistungsprüfungen in der Tierzucht, Eickelborn, in die Lehr- und Versuchsanstalt integriert. Im direkten Anschluss begannen umfangreiche Neu- und Umbaumaßnahmen. Dadurch sollten der Gesundheits- und Hygienestatus verbessert und die Stallungen an eine geänderte Prüfungsmethodik angepasst werden. Bereits 1991 konnte ein neuer Quarantänestall als Außenhüttenstall für Kalber in Betrieb genommen werden. Ebenfalls 1991 wurde ein weiterer ehemaliger Anbindestall fertiggestellt, der als Offenfrontstall für die Gruppenhaltung umgerüstet wurde. In den folgenden Jahren wurden Stück für Stück weitere Stallungen umgerüstet. Mit einem Außenklima-Offenfrontstall für Mastschweine und dem von Grund auf sanierten Boxenlaufstall, der ebenfalls als Offenfrontstall errichtet wurde, wurden neue Wege beschritten.
Um die Grundversorgung von Haus Düsse mit elektrischer- bzw. Wärmeenergie sicherzustellen, wurde als Pilotprojekt 1995 ein Biokraftwerk in Betrieb genommen. Auf der Basis nachwachsender Rohstoffe stellt es beide Energieformen über ein Blockheizkraftwerk bzw. die direkte Verbrennung zur Verfügung. Angeregt durch das Ministerium für Umwelt, Raumordnung und Landwirtschaft wurde ab 1995 das „Zentrum für nachwachsende Rohstoffe“ in Haus Düsse konzipiert und etabliert. Es ist seither für ganz NRW tätig. Im Rahmen des Zentrums hat ebenfalls der Hanfverein seinen Sitz. Zur Beratung, Demonstration und Information wurde 1997 ein Ausstellungspavillon mit Lehrgarten eröffnet. Gleichzeitig werden nachwachsende Rohstoffe im Feldversuchswesen bearbeitet, um Beratungsunterlagen zu dieser Thematik zu gewinnen.
Nach der Schließung der Lehr- und Versuchsanstalt für Kleintierzucht Krefeld-Großhüttenhof der Landwirtschaftskammer Rheinland wurde das Prüfungs- und Versuchswesen im Geflügelbereich für Nordrhein-Westfalen in Haus Düsse konzipiert, sodass im Jahr 1998 in einem umgebauten Stall, der alternativ für Hähnchen- und Putenmast genutzt werden kann, der erste Fütterungsversuch mit Puten abgeschlossen werden konnte.

### Ausbaustufen seit 1983
Weitere Ausbaustufen des Landwirtschaftszentrums unterstreichen die zentrale Nutzungsmöglichkeit von Haus Düsse für die Aus- und Fortbildung sowie zur anschaulichen Beratung. In den letzten Jahren sind folgende Maßnahmen durchgeführt worden, um den gestiegenen Anforderungen gerecht zu werden:
- 1983 Verlegung der Lehr- und Versuchsanstalt für Geflügelhaltung von Unna nach Haus Düsse und Einrichtung eines Legehennen und Junggeflügelstalles.
- 1990 Angliederung der Leistungsprüfung in der Tierzucht für das Land Nordrhein-Westfalen.
- 1991 Bau der Kälberquarantänestation (LPA Eickelborn)
- 1992 Umbau Bullenstall (LPA Eickelborn)
- 1993 Neubau Schweinemastoffenstall auf Kompost
- 1994 Bau des Offenfrontstalles für Milchkühe
- 1995 Einrichtung Ebereigenleistungsprüfung
- 1995 Eröffnung des Biokraftwerkes
- 1996 Umbau Bullenstall (LPA Eickelborn)
- 1997 Errichtung des Zentrums für nachwachsende Rohstoffe
- 1999 Neubau Bullenmaststall
- 1999 Haus Düsse unter neuem Namen: Landwirtschaftszentrum (LZ) Haus Düsse
- 2000 Umbau Färsenstall
- 2000 Errichtung der Ökologischen Schweinehaltung
- 2002 Umbau des Melkstandes im Milchviehstall
- 2002 Bau der Kreisstelle Soest auf dem Gelände von Haus Düsse
- 2002 Bau eines neuen Quarantänestalles für die LPA Rind
- 2003 Errichtung eines neuen Schweinemaststalles mit integrierter Ferkelaufzucht
- 2003 Bau einer Biogasanlage für das Zentrum nachwachsende Rohstoffe
- 2003 Neubau einer Hüttenanlage für die Kälberaufzucht
- 2003 Umbau des alten Kälberstalles zum Kuhstall mit automatischen Melksystem
- 2004 Einrichtung des Zentrums für Elektronikeinsatz in der Landwirtschaft (ZEL)
- 2004 Einrichtung einer Berufsschulklasse für Landwirtschaft des Lippe Berufskollegs Lippstadt
- 2005 Umbau und Modernisierung der Sauenhaltung
- 2006 Lehrschau für erneuerbare Energien eröffnet
- 2006 Zuständigkeit für die Überbetriebliche Ausbildung Tierproduktion für ganz NRW
- 2007 Umbau der Legehennenhaltung
- 2008 Neubau einer Fahrsiloanlage
- 2009 Umbau des Versuchstechnikums Schweinemast
- 2010 Umgestaltung der Baulehrschau
- 2010 Umbau der QLPS Schwein
- Umbenennung in „Versuchs- und Bildungszentrum Landwirtschaft Haus Düsse“
- 2023 Umgestaltung der Baulehrschau
- 2023 Einrichtung einer Agroforst und Agri PV Anlage zur Demonstration
- 2024 Eröffnung des „Stall für die Zukunft“  Schweinemast
- 2024 Umbau des Ökostalls für die Sauenhaltung
- 2024 Beginn der Modernisierung der Lehrwerkstätten Rind
- 2025 Umbau der Legehennenhaltung mit Besuchergang
- 2025 Umbau und Modernisierung der Sauenhaltung im Kernbetrieb
- 2025 Umbenennung des Betriebsteils „südlich Weslarner Strasse“ in „Dornheide“

Zusätzlich erhielt Haus Düsse in Zusammenarbeit mit den westfälisch-lippischen Landesverbänden der Imker und der Rassegeflügelzüchter einen Lehrbienenstand (1983) und einen Rassegeflügelstall (1987). Diese Einrichtungen waren durch einen Pflanzenlehrgarten miteinander verbunden.

### Leiter von Haus Düsse
- 1927–1934: Fritz Nöthen
- 1934–1967: Bernhard Brüning
- 1968–1986: Bernhard Edeler
- 1986–1987: Karl-Heinrich Hoppenbrock (kommissarisch)
- 1987–1998: Gerhard Beckmann
- 1999–2014: Gerhard Haumann
- 2014–2022: Arne Dahlhoff
- 2022–2023: Andreas Pelzer (kommissarisch)
- 2023–2024: Uwe Mohr
- ab 2024: Andreas Pelzer

## Aufgabenstellung von Haus Düsse

### Entwicklung
Im Lehrbetrieb lag der Schwerpunkt zu Beginn bei der Berufsmelkerausbildung. Dazu gesellte sich später die Ausbildung der Bauernsöhne und -töchter im Melken sowie in Vieh- und Klauenpflege. Von 1937 bis 1969 nahmen die Milchkontrollassistentenkurse das Hauptaugenmerk ein. Standen zunächst das Handmelken nebst Qualitätskontrolle und die Viehpflege im Vordergrund, erfasse Westdeutschland in den 1950er Jahren eine regelrechte Melkmaschineninvasion. So wurde in Haus Düsse eine von drei Bundesfachschulen für Maschinenmelken eingerichtet. In Speziallehrgängen wurde bis 1967 die Technik des Maschinenmelkens vermittelt. Infolge der Umstrukturierung der Landwirtschaft und besonders der Milcherzeugerbetriebe ließ der Bedarf an hauptberuflichen Melkern nach. Die überbetriebliche Ausbildung des landwirtschaftlichen Nachwuchses in der Tierhaltung rückte in den Mittelpunkt der Lehrgangstätigkeit. Zum Ausbildungsschwerpunkt Rindviehhaltung kam die Schweinehaltung, die in Westfalen-Lippe eine große Bedeutung erreichte. Mit dem Ausbau der Betriebsanlagen wuchs die Anzahl und Vielfalt der Lehrgänge und Weiterbildungsveranstaltungen wie Seminare, Tagungen oder Besichtigungen. Der Teilnehmerbogen spannte sich von den Auszubildenden über Meisteranwärter und Betriebsleiter zu den Lehrern und Beratern.
Insgesamt wurden bis heute mehr als 60 verschiedene Lehrgangsarten durchgeführt (insgesamt 125.000 Teilnehmer). Den Schwerpunkt bildeten mit mehr als 40.000 Teilnehmern die Kurse zur Viehpflege und zur überbetrieblichen Ausbildung. Zu den Fortbildungstagungen und Seminaren kamen fast 200.000 Interessenten. Einschließlich der 360.000 Besucher, in der Mehrzahl Landwirte, aber auch viele Schulklassen und Verbraucher, nutzten weit über eine halbe Million Menschen die Düsser Aus- und Fortbildungsstätte, darunter 30.000 aus Europa und Übersee.
Im Versuchs- und Prüfungswesen änderte sich die Aufgabenstellung ähnlich wie im Ausbildungsbereich entsprechend dem Wandel in der Landwirtschaft. Im Mittelpunkt standen mit Übernahme des Versuchsgutes Ertragssteigerungen sowohl im Ackerbau als auch in der Viehhaltung. Bei knapper Versorgungslage wurden züchterische und produktionstechnische Ressourcen erschlossen. Mit der Mechanisierungswelle nach Kriegsende entstanden neue Anbau- und Erntemethoden im Ackerbau und Stallhaltungs- und Fütterungsverfahren in der Viehhaltung. Hierzu zählen die Einführung des Schleppers, des Mähdreschers, der Gülletechnik-, der Melkmaschine und der EDV-gesteuerten Fütterungstechnik. Zu den Gesichtspunkten der quantitativen Erzeugung kamen die Gesichtspunkte der Produktionsqualität und in jüngster Zeit die umweltschonende Nahrungsmittelproduktion.

### Hauptaufgabe heute
Aufgabe von Haus Düsse ist es, für die nordrhein-westfälische Landwirtschaft praxisnahe und zukunftsorientierte Stallkonzepte sowie kostengünstige, umwelt- und tiergerechte Produktionsverfahren zu erarbeiten sowie Fertigkeiten und Kenntnisse in der Aus- und Fortbildung zu vermitteln.
In den Veröffentlichungen der Wertprüfungsergebnisse des Bundessortenamtes liegt Haus Düsse mit den Getreideerträgen häufig an der Spitze. Deshalb bildet Haus Düsse für das gesamte Ruhr-Hellweg-Gebiet einen Versuchsschwerpunkt, wo hauptsächlich den Fragen des intensiven Getreidebaues nachgegangen wird.
Ein weiterer Versuchsschwerpunkt liegt in der Entwicklung von Anbautechniken bei neuen Kulturen. Hier sind Ackerbohnen, Erbsen, Sonnenblumen, Lein und neuerdings auch die Grünbrache und Chinagras zu nennen. Ebenfalls werden hier vorrangig Versuche durchgeführt, die einen sehr hohen technischen Aufwand erfordern, wie Bodenbearbeitungs-, Fruchtfolge- und Gülleversuche.
Damit wird die seit Jahren bedeutende Stellung von Haus Düsse auf dem Gebiet der Nutztierhaltung auch auf dem Gebiet der Pflanzenproduktion zum Nutzen der westfälisch-lippischen Landwirtschaft wirkungsvoll unterstrichen.

#### Lehrgangsprogramme
- Grundlehrgang in der überbetrieblichen Ausbildung, in der Milcherzeugung, Rinder-, Kälber-, Schweine- und Schafhaltung
- Grundlehrgang in der überbetrieblichen Ausbildung im Garten- und Landschaftsbau
- Fort- und Weiterbildungslehrgänge für Landwirte, Tierwirte, Klauenpfleger, Melk- und Fütterungsberater, landwirtschaftliche Fachkräfte aus dem In- und Ausland
- Lehrgänge für Nebenerwerbslandwirte
- Lehrgänge für Imker, Rassegeflügel-, Kaninchen- und Pelztierzüchter
- Lehrgänge im Bereich Natur- und Landschaftspflege
- Überbetriebliche praktische Lehrgänge für Auszubildende und Praktikanten der Landwirtschaft, der ländlichen Hauswirtschaft und des Garten- und Landschaftsbaus
- Weiterbildungslehrgänge für Landwirte, Nebenerwerbslandwirte, Landfrauen, landwirtschaftliche Arbeitnehmer, Lehrkräfte, Weiterbildungslehrgänge für ausländische Landwirte und Fachberater
- Informationstagungen über moderne Nahrungsmittelerzeugung tierischer und pflanzlicher Herkunft
- Bildungstagungen für Landwirte und Landfrauen
- Themen: Entwicklungen in der Tierzucht, Fütterung, Haltung, Pflanzenbau und Vermarktung
- Tagungen und Fortbildungsveranstaltungen im Bereich der nachwachsenden Rohstoffe

#### Versuchs- und Prüfungsaufgaben
- Fütterungsversuche zur physiologischen und technischen Verbesserung der Nutztierernährung
  - Fütterungsversuche bei Sauen, Ferkeln und Mastschweinen
  - Fütterungsversuche bei Legehennen und Masthähnchen
- Haltungsversuche zur Erprobung technischer Entwicklungen und Stalleinrichtungen
  - Stallklimagestaltung
  - Funktionssicherheit unter Berücksichtigung der Ansprüche der Tiere
- Leistungsprüfungen für Mastschweine, Legehennen und Mastgeflügel
  - Mastleistungs- und Schlachtkörperbewertung von Herdbuchschweinen
  - Nachkommenprüfungen von Ebern auf Mast- und Schlachtleistungen
  - Warentest für Kreuzungstiere und Hybridherkünfte bei Mastschweine, Legehennen und Mastgeflügel
  - Futterwertleistungsprüfungen bei Mastschweinen, Legehennen und Mastgefügel
- Ackerbau- und Pflanzenschutzversuche bei Getreide, Raps, Mais und nachwachsenden Rohstoffen
- Landessortenversuche, Wertprüfungen, und Versuche zur Anbautechnik, Düngung und Fruchtfolge

#### Fachinformationen, Verbraucheraufklärung, Öffentlichkeitsarbeit
- Betriebsbesichtigungen
- Informationstagungen für Verbraucher

Themen:
- Erzeugung von Milch, Fleisch und Eiern unter besonderer Beachtung von Qualität und Verbraucheransprüchen

- Informationsveranstaltungen für Lehrer und Schüler

Themen:
- Angewandte Biologie
- tier- und umweltgerechte Pflanzen- und Tierproduktion unter Berücksichtigung ökonomischer und ökologischer Gesichtspunkte

- Düsser Bauernmarkt

jedes Jahr am 2. Sonntag im September
- Tag der Schöpfung

im Jahr 2025 finden am 1. Freitag im September die bundesweit zentralen Feierlichkeiten zum Ökumenischen Tag der Schöpfung auf Haus Düsse statt

## Betriebsübersicht
| Kenngröße           | Detail                                         | Daten          |
| ------------------- | ---------------------------------------------- | -------------- |
| Betriebsfläche      |                                                | 278 ha         |
| Bodennutzung        | Ackerland                                      | 225 ha         |
| Bodennutzung        | Grünland                                       | 12 ha          |
| Bodennutzung        | Wald                                           | 22 ha          |
| Bodennutzung        | Hof/Wege/Gebäude                               | 19 ha          |
| Klima und Bewertung | Höhenlage                                      | 70 m ü. NHN    |
| Klima und Bewertung | Ackerzahl                                      | 58–78          |
| Klima und Bewertung | Niederschlag                                   | ∅ 750 mm p. a. |
| Klima und Bewertung | Temperatur                                     | ∅ 9,2 °C       |
| Viehhaltung         | Milchkühe                                      | 130            |
| Viehhaltung         | Mastbullen                                     | 50             |
| Viehhaltung         | Mutterkühe                                     | 10             |
| Viehhaltung         | Sauenplätze                                    | 250            |
| Viehhaltung         | Schweinemastplätze                             | 1.500          |
| Viehhaltung         | Ferkelaufzuchtplätze                           | 1.200          |
| Viehhaltung         | Schweine-Doppelbuchten (QLPS)                  | 288            |
| Viehhaltung         | Schweinemastplätze (Versuchstechnikum)         | 1.100          |
| Viehhaltung         | Sauen nach ökologisch/alternativen Richtlinien | 45             |
| Viehhaltung         | Legehennenplätze                               | 4.800          |
| Viehhaltung         | Mastgeflügelplätze bis                         | 5.500          |
| Viehhaltung         | oder Putenhähne                                | 1.000          |
| Viehhaltung         | oder Putenhennenplätze                         | 2.000          |
| Personal            | Stellen                                        | 70             |

## Räumlichkeiten
Die Anlage wird zu ganz verschiedenen Zwecken vermietet, beispielsweise bietet sie selbst größeren musikalischen Gruppierungen hervorragende Probenmöglichkeiten. Die drei Übernachtungshäuser verfügen über Einzel- und Doppelzimmer. Insgesamt stehen 136 Betten zur Verfügung, davon 124 in Zimmern mit Dusche/Bad.
Die Räumlichkeiten bieten Platz für Konferenzen und Sitzungen, Tagungen und Versammlungen, Seminare und Schulungen sowie die berufliche Fortbildung, auch für Interessierte außerhalb der Landwirtschaft. Für Schulungen von 10 bis 160 Personen stehen 16 Tagungsräume zur Verfügung. Zur Unterstützung des Lehrens und Lernen ist eine vielseitige medientechnische Ausstattung vorhanden.
Haus Düsse verfügt über eine kindgerechte Ausstattung und kümmert sich um die Betreuung von Kindern. In unmittelbarer Nähe der Schulungs- und Seminarräume befindet sich eine Cafeteria. Abends bietet der rustikal eingerichtete Westfalenkeller einen Treffpunkt für die Gäste.
Als Sportmöglichkeiten werden – neben den Spazierwegen – Anlagen für Kegeln, Tischtennis und Billard bereitgestellt.

## Zentrum für nachwachsende Rohstoffe NRW
Auf dem Gelände des Landwirtschaftszentrums Haus Düsse ist seit 1996 das Zentrum für nachwachsende Rohstoffe (ZNR) in NRW angesiedelt. Gemeint sind damit land- und forstwirtschaftliche Erzeugnisse, die stofflich oder energetisch genutzt werden können. Ziel des Zentrums ist es, an der Schnittstelle zwischen Landwirtschaft sowie vor- und nachgelagerten Bereichen zu arbeiten. Dazu bieten ein Informationspavillon mit Lehrgarten, einer Holzheizung und einer Biogasanlage praktische Anschauungsmöglichkeiten. Die Zielgruppe der Tagungen besteht nicht nur aus Landwirten, sondern umfasst die Bereiche Ausbildung, Technik, Holzheizung und Biogas, Verarbeitung, Handel, Wissenschaft und Anwendung.
Das Motto des Zentrums lautet: „Wer Wald will, muss Holz brauchen“.

### Arbeitsschwerpunkte
- Energie aus Biomasse (Holz, Öle, Biogas, Sonstiges)
- Biologisch abbaubare Werkstoffe auf Stärke- und Zuckerbasis
- Projektbegleitung, z. B. Hanfprojekt, Bioenergieprojekt
- Anbauversuche zu verschiedenen nachwachsenden Rohstoffen
- Dauerausstellung im Informationspavillon in Holzbauweise
- Lehrgarten mit rohstoffliefernden Pflanzen
- Versuche zu Biogas

## FFH-Gebiet Haus Düsse
Der Dachboden des Alten Herrenhauses von Haus Düsse ist 2004 als FFH-Gebiet Haus Düsse  mit einer Größe von 0,07 ha ausgewiesen worden. Auf dem Dachboden des Alten Herrenhauses befindet sich eine Wochenstube der Fledermausart Großes Mausohr (Myotis myotis). Nördlich grenzt direkt das Naturschutzgebiet Eichen-Buchenwald bei Haus Düsse an.